# Ignite
Ignite — гурт, що виконує пісні в стилі мелодичний хардкор з міста Орандж, Каліфорнія. Заснований у 1993 році, їх перший комерційно-успішний альбом було випущено 30 травня 2000 року під назвою A Place Called Home на TVT Records.
20 липня 2005 року було укладено договір з Abacus Recordings, що є під-лейблом Century Media Records; альбом гурту Our Darkest Days був виданий у травні 2006 року.
Більшість їх музики є соціально чи політично направленою. Ignite активно підтримував, та виділяв кошти для таких організацій, як Earth First, Doctors Without Borders, Sea Shepherd, та Pacific Wildlife. Ведучий вокаліст Золтан «Золі» Теглаш приділив багато уваги питання екології та вегетаріанства у альбомі A Place Called Home.
9 травня 2005 року, гурт записав live DVD в The Troubadour, що у Західному Голлівуді. На жаль, DVD так і не вийшов через технічні проблеми з якістю. Але, 20 квітня 2008 року, вони зібрали запис для нового live DVD з їх шоу в Лейпцигу, Німеччина.
На одному з концертів під час Persistence Tour 2009 гурт оголосив, що розпочав роботу над новим альбомом. На сторінці гурту Pennywise, 16 лютого 2010 року, було оголошено, що фронтмен Золтан «Золі» Теглаш щойно приєднався до Pennywise. На офіційному сайті гурту було зазначено, що «Золі» не покидає IGNITE, він і надалі буде брати активну участь в житті гурту.

## Склад гурту

Ignite на фестивалі With Full Force 2019
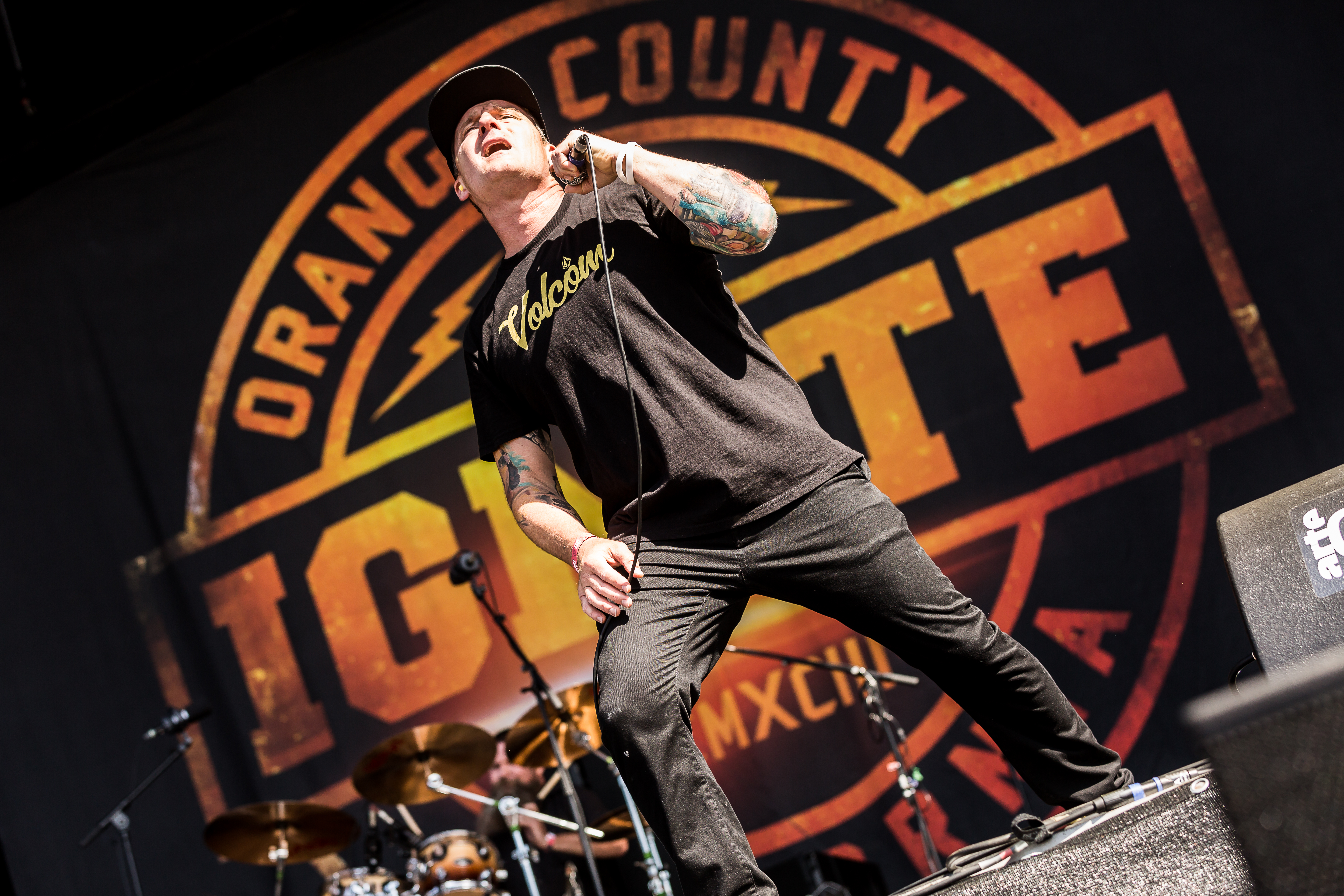
Золі Теглаш
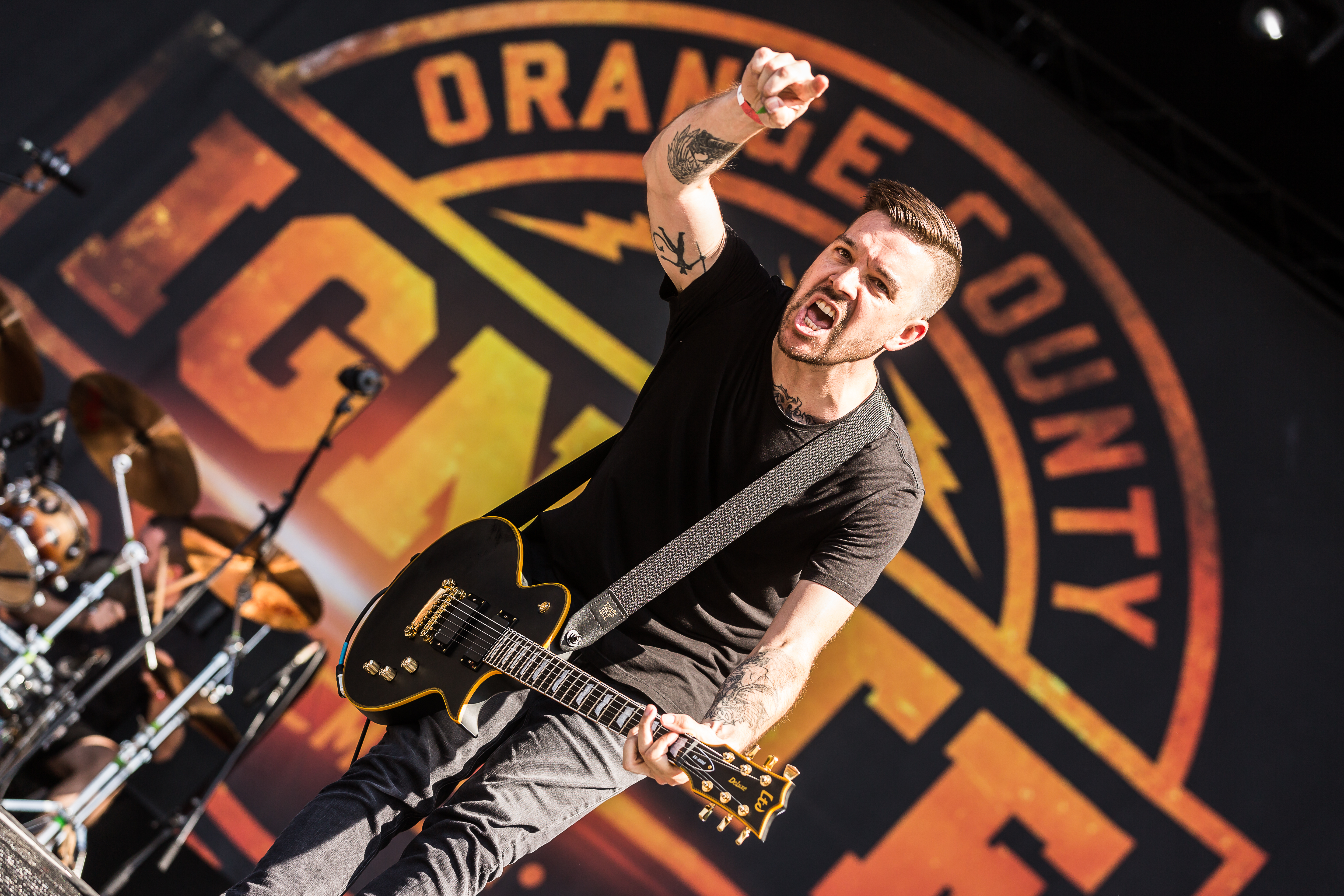
Браян Балчак
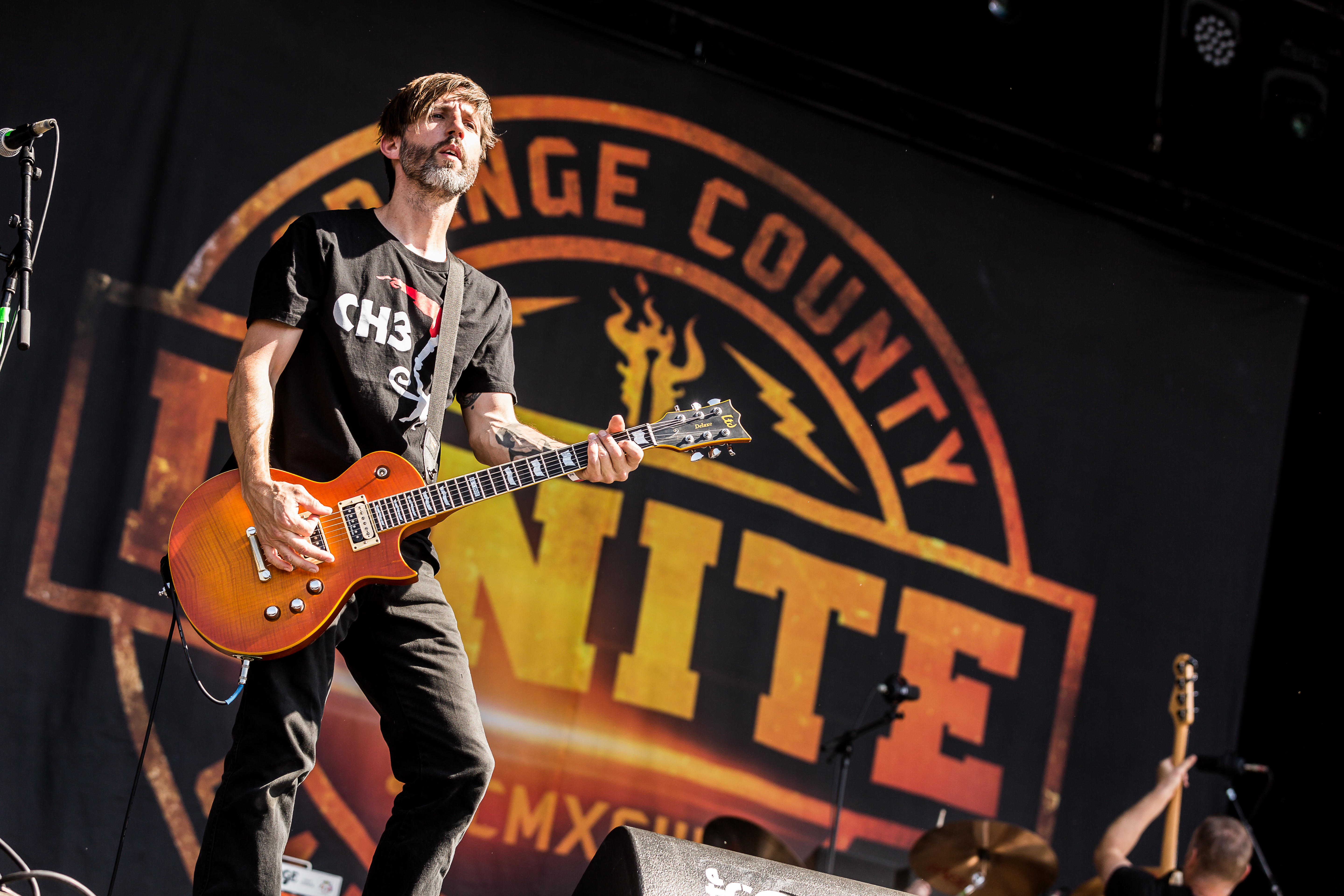
Кевін Кілкенні
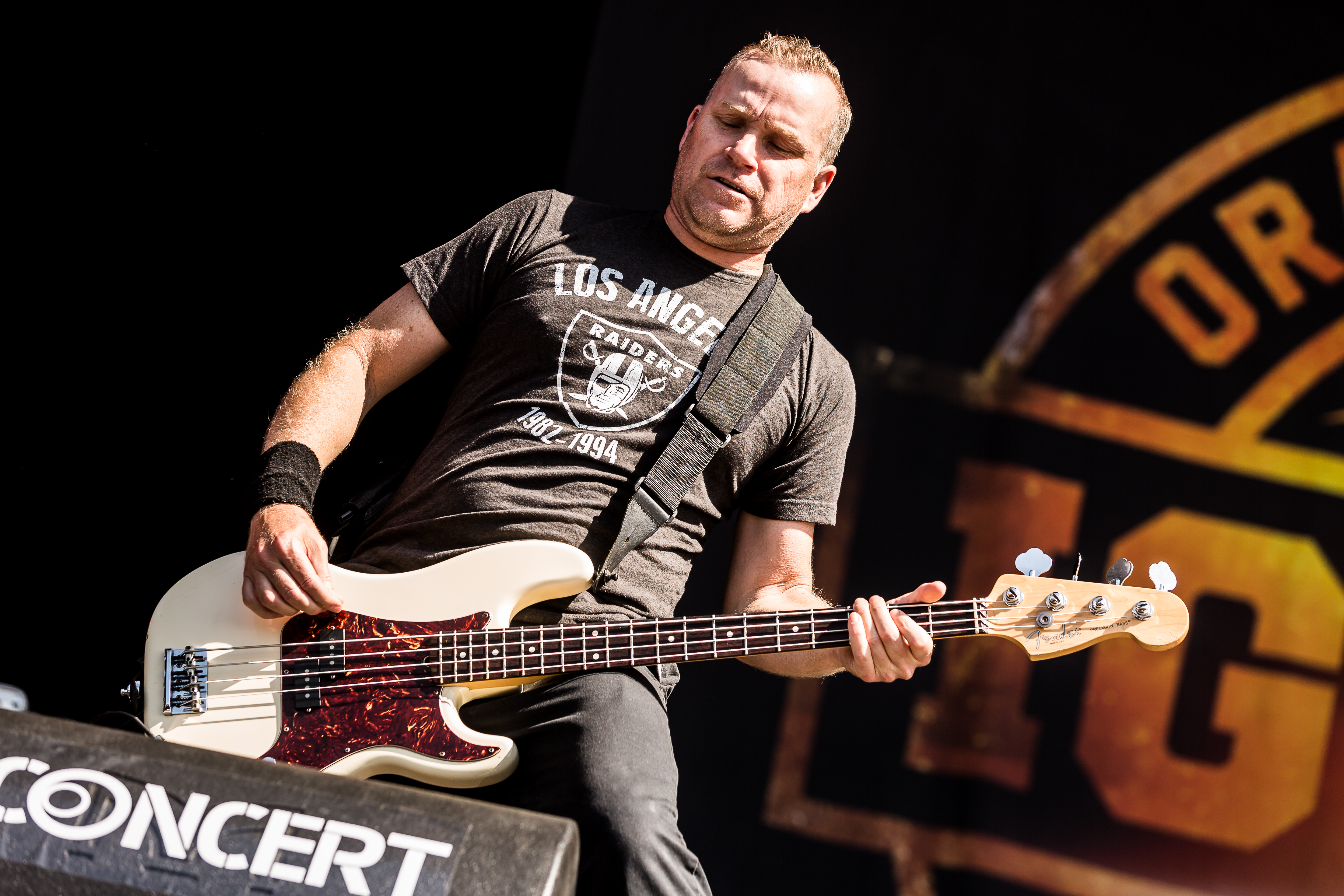
Бретт Расмуссен
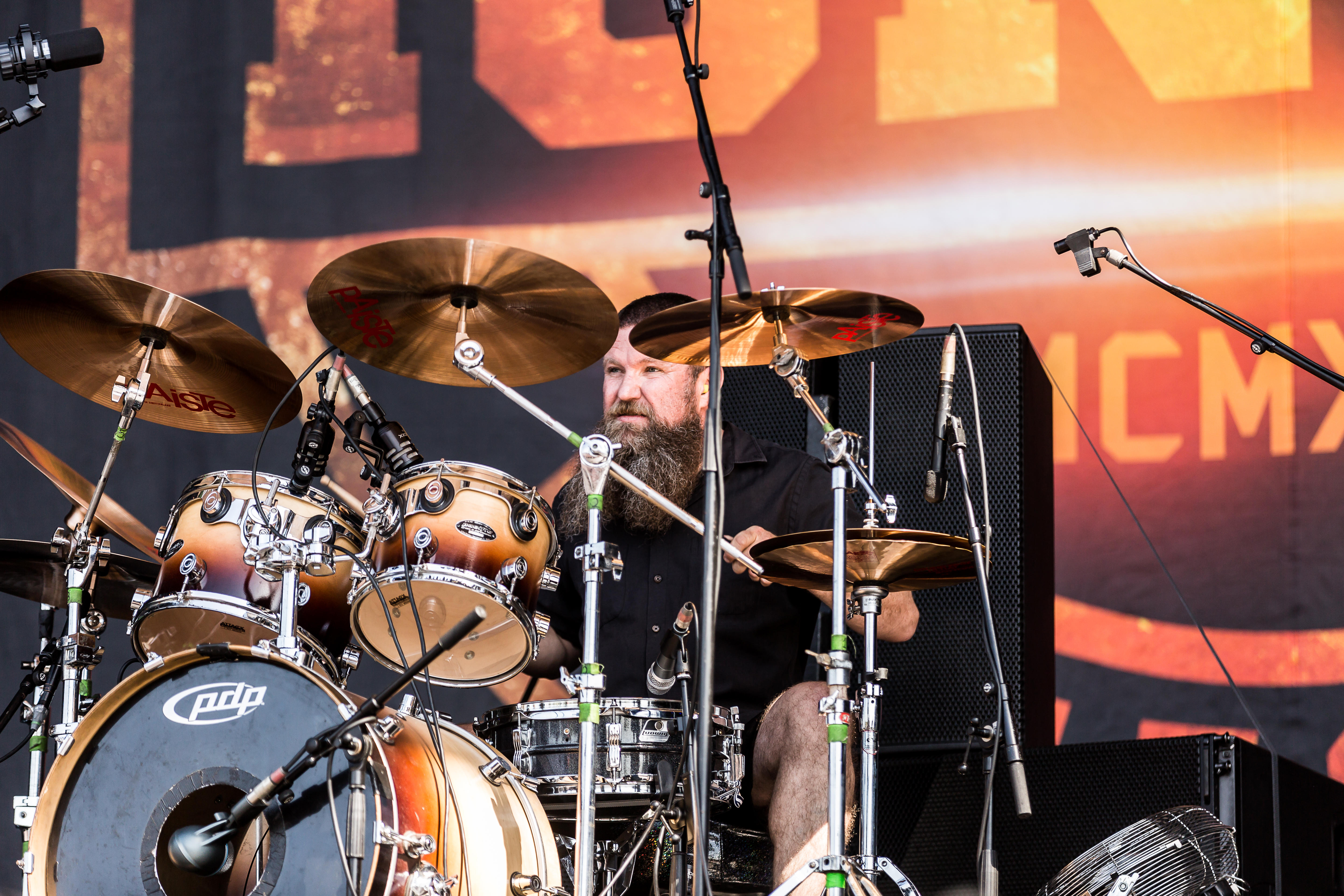
Крейг Андерсон

Поточні учасники
- Бретт Расмуссен, (1993-дотепер) — бас-гітара
- Браян Балчак, (1998–2000, 2005-дотепер) — гітара
- Крейг Андерсон, (1997-дотепер) — ударні
- Нік Хілл, (2000, 2003, 2005–2015, 2018–дотепер) — гітара
- Кевін Кілкенні, (2000–2003, 2006-дотепер) — гітара
- Елі Сантана[4] (2021-дотепер) – вокал

Колишні учасники
- Золтан «Золі» Теглаш, (1994-2020) — вокал
- Кейсі Джонс, (1993–1997)
- Джо Фостер, (1993–1998)
- Джо Нельсон, (1993)
- Ренді Джонсон, (1994)
- Гевін Оглсбі, (1993–1994)

## Дискографія
- Scarred For Life (1994) Lost & Found Records
- In My Time EP (1995) Lost & Found Records
- Family (1995) Lost & Found Records
  - той же запис, що й у Call On My Brothers
- Call On My Brothers (1995) Conversion Records
  - перевидання на Revelation Records у 2000 році
- Ignite / Good Riddance (1996)
  - разом з Good Riddance
- Straight Ahead (1996) Rovers Records
  - містить In My Time, 5 треків з Scarred For Life, plus one extra
- Past Our Means EP (1996) Revelation Records
- Ignite / X-Acto split (1997) Ataque Sonoro Records
  - містить перші чотири треки з In My Time, плюс Ash Return demo
- A Place Called Home (2000) TVT Records
  - перевиданий у Європі BMG Records
- Our Darkest Days (2006) Abacus Recordings (USA), Century Media Records (Europe)
  - У 2007, Century Media Records випустив special tour edition у Європі. Tour edition включає два треки (Last time та демо версія Bleeding), а також музичне відео на Bleeding. Tour edition має різне оформлення та продавався за відносно невеликі гроші піл час European tour.

- A War Against You (2016) Century Media Records

### Виступи, збірки
- Punk Bites (1996) Fearless Records
- Guilty By Association (1995)
- West Coast vs. East Coast Hardcore (1995)
- As The Sun Sets… (1999) The Association Of Welterweights
- Never Give In: A Tribute To Bad Brains (1999) Century Media Records
- Punk Chunks Vol. 2 (2002) Lameass Recordz
- Revelation 100: A Fifteen Year Retrospective Of Rare Recordings (2002) Revelation Records
- The Worldwide Tribute To The Real Oi Vol. 2 (2002) I Scream/Knockout/Triple Crown
- Our Impact Will Be Felt (2007) Abacus Recordings

## Пов'язані гурти
- Against The Wall — Randy Johnson
- California United — Золтан «Золі» Теглаш
- Crescent Shield — Craig Anderson
- Drift Again — Randy Johnson
- Eleven Thirty-Four — Brian Balchack
- Into Another — Brian Balchack (as of 2012)
- Justice League — Casey Jones
- Last of the Believers — Brett Rasmussen
- No For An Answer — Casey Jones, Gavin Oglesby
- Pennywise — Золтан «Золі» Теглаш (as of 2010)
- Pushed Aside — Randy Johnson
- Resonable Doubt — Brian Balchack
- Seven Witches — Craig Anderson
- Speak Seven One Four — Joe Foster
- The Killing Flame — Casey Jones, Joe Foster, Joe Nelson, Gavin Oglesby
- The Twilight Transmission — Brian Balchack
- Triggerman — Joe Nelson, Gavin Oglesby
- Unity — Joe Foster
- Zoli Band — Золтан «Золі» Теглаш, Brett Rasmussen, Brian Balchack, Kevin Kilkenny
- Uniform Choice — Золтан «Золі» Теглаш стверджує, що співав з Uniform Choice до кінця
- Nations Afire — Nik Hill, Brett Rasmussen